# Weingut Nikolaihof Wachau

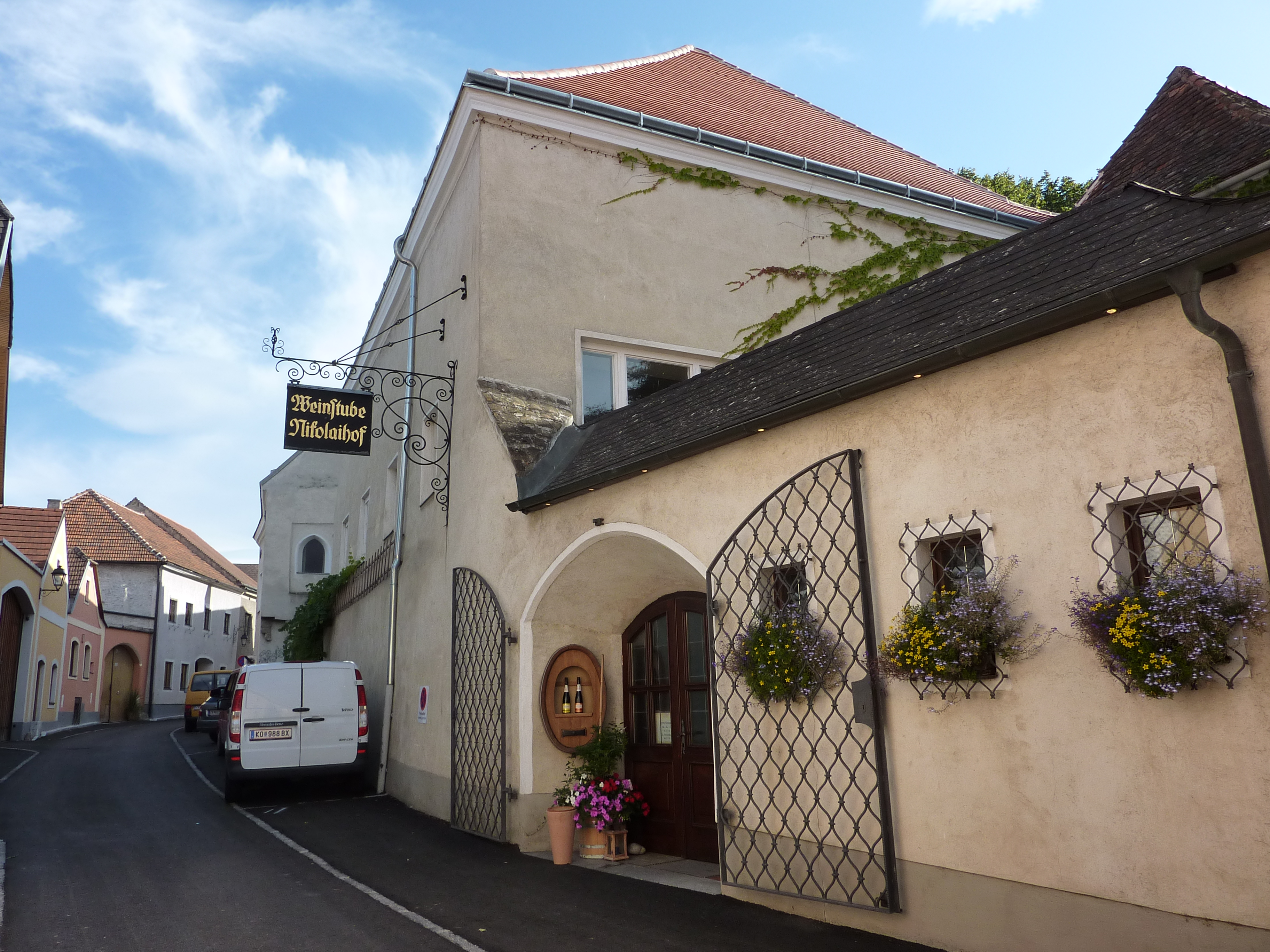
Nikolaihof, Mautern an der Donau

Der Nikolaihof Wachau in Mautern an der Donau ist ein nach den Demeter-Kriterien zertifiziertes Weingut in der österreichischen Weinbauregion Wachau.

## Geschichte

### Frühgeschichte
Die größtenteils aus dem 15. Jahrhundert stammenden Gebäude stehen teilweise auf römisch-antiken Fundamenten. Noch heute sind viele Spuren der Römer sichtbar: Im Hofverband des Nikolaihofes befinden sich Überreste der frühchristlichen Agapitus-Basilika, in der unter Bischof Pilgrim von Passau 985 eine Synode stattfand. Ein Weinkeller, der in eine römische Unterkirche gebaut wurde, wird heute noch benutzt. Die Kapelle im Hof ist hingegen später von den Augustiner-Chorherren des Passauer Stiftes St. Nikola errichtet worden, woran heute auch der Name des Hofs erinnert.
Wein wird in der Wachau seit den Kelten angebaut. Die erste urkundliche Erwähnung fällt unter die Zeit des heiligen Severin und der Römer um 470 n. Chr. In der Lebensgeschichte des Heiligen heißt es, dass er sich in die Weinberge zum Gebet zurückgezogen haben soll. Der Nikolaihof gilt neben dem Stift Klosterneuburg und dem Freigut Thallern, als eines der ältesten Weingüter Österreichs.

### Bewirtschaftung durch die Winzerfamilie Saahs
Der Hof ist seit 1894 im Besitz der Winzerfamilie Saahs. Seit den frühen 1970er Jahren werden die Weingärten nach den Richtlinien des Demeter-Bundes bewirtschaftet, was sich unter anderem aus einer ökonomischen Notwendigkeit heraus ergeben hatte. Bei der Übernahme durch Winzerchef Nikolaus Saahs 1960 war kein Geld für landwirtschaftliche Hilfsmittel da. Als Winzerin Christine Saahs 1971 auf den Hof kam, brachte sie die Methoden Rudolf Steiners mit. Dessen anthroposophische Richtlinien waren eigentlich für landwirtschaftliche Betriebe gedacht, ebneten später aber den Weg in den „biodynamischen“ Demeter-Weinbau. Nikolaus und Christine Saahs zählen auch weltweit zu den Vorreitern im Demeter-Weinanbau.

### Größte Holz-Weinpresse der Welt
Seit rund 350 Jahren befindet sich im Nikolaihof eine Weinpresse aus Holz. Bis 1988 wurde ausschließlich mit dieser Presse gearbeitet. Sie gilt als die weltgrößte ihrer Art: Der Pressbaum ist über 12 Meter lang und wurde aus dem Stamm einer einzigen Ulme gehackt. Der rund 2.000 Kilogramm schwere Pressstein wird von Hand in die Höhe gekurbelt. Der Korb fasst bis zu zehn Tonnen Weintrauben. Nach Restauration wurde sie im Oktober 2005 wieder in Betrieb genommen.

### Wachauer Bio-Gästehaus
Nur wenige Schritte vom Hof entfernt befindet sich seit Juni 2008 das „ad vineas“-Gästehaus, ein vom Nikolaihof erbautes Bio-Hotel. Das im Wachauer Stil errichtete Gebäude verfügt über 17 Zimmer und wird von Elisabeth und Martin Samek geführt.

## Anbaufläche, Rebsorten, Produktion
Die Rebfläche beträgt 22 Hektar (Stand 2016), sie ist zu 100 Prozent mit weißen Rebsorten – darunter 55 Prozent Riesling, 35 Prozent Grüner Veltliner sowie 10 Prozent weitere Sorten wie z. B. Chardonnay, gelber Muskateller, Gewürztraminer, Weißburgunder, Malvasier oder Neuburger – bestockt. Die Weine, die im historischen Weinkeller lagern, reifen bis zu 20 Jahre in 2.000 bis 12.000 Liter fassenden Eichenfässern.
Die Reben gedeihen in Rieden rund um Mautern sowie im Kremstal. In manchen Lagen sind die Rebstöcke bis zu 50 Jahre alt. Jährlich werden rund 100.000 Flaschen Wein erzeugt, wovon der Großteil exportiert wird: Rund 70 Prozent der Weine werden in knapp 40 Länder versandt (Stand: Juli 2014). Darüber hinaus können ab Hof weitere Produkte gekauft werden, zum Beispiel Marillenröster, Marillenmarmelade von der Wachauer Marille, Kompott, Senf, Schnaps, Likör oder Essig.

## Demeter-Weinproduktion
Die Winzerfamilie Saahs wirtschaftet seit 1971 nach den Regeln des Demeter-Bundes. Diese gehen auf den Anthroposophen Rudolf Steiner zurück, gelten allerdings als wissenschaftlich umstritten.

## Demeter-Kosmetik aus Traubenkernen

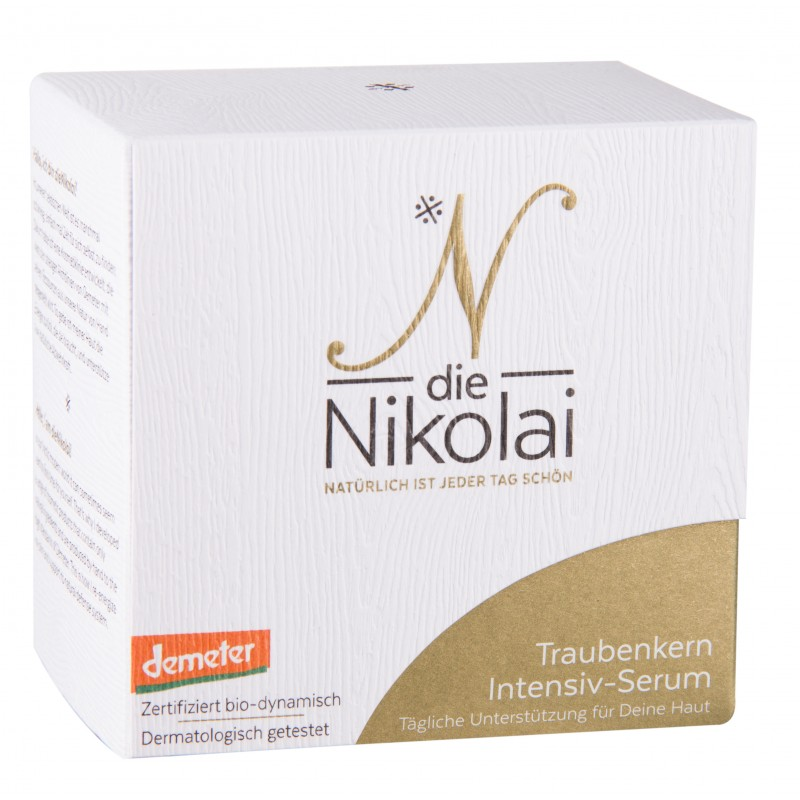
Traubenkern-Serum vom Nikolaihof

2015 begann Martin Saahs mit der Entwicklung einer eigenen bio-dynamischen Kosmetiklinie namens dieNikolai, die nach den Regeln des Demeter-Bundes zertifiziert ist. Die Pflegeprodukte basieren auf Traubenkernöl, das für seine wertvollen Antioxidantien wie Resveratrol oder Tocopherol bekannt ist.